# The Misfits (film)
The Misfits (de buitenbeentjes) is een film uit 1961 onder regie van John Huston. Het scenario is van de hand van toneelschrijver Arthur Miller, auteur van "Death of a Salesman".
Miller werkte aan het scenario tijdens zijn huwelijk met Marilyn Monroe. Zij wilde serieuzere rollen spelen, en deze film was haar poging daartoe. Tijdens de opnames was ze echter veelvuldig te laat, of kwam helemaal niet opdagen. Clark Gable overleed kort na de opnamen aan een hartaanval. Ook voor Monroe was het de laatste voltooide film. Zij overleed in 1962 tijdens de opnamen van Something's Got to Give. In 1966 overleed ook Montgomery Clift aan de gevolgen van drank en drugsverslaving.

## Verhaal
Roslyn Taber raakt bevriend met een groep onaangepasten, onder wie een oude cowboy, genaamd Gay Langland, monteur Guido en rodeorijder Perce Howland. Roslyn voelt zich tussen hen veel vrijer om te doen wat ze wil. Maar toch gebeuren er slechte dingen...

## Rolverdeling
| Acteur           | Personage               |
| ---------------- | ----------------------- |
| Clark Gable      | Gay Langland            |
| Marilyn Monroe   | Roslyn Taber            |
| Montgomery Clift | Perce Howland           |
| Thelma Ritter    | Isabelle Steers         |
| Eli Wallach      | Guido                   |
| Kevin McCarthy   | Raymond Taber           |
| James Barton     | Fletchers grootvader    |
| Estelle Winwood  | Collectrice van de kerk |